# Gheorghe Timică
Gheorghe Timică (numele său la naștere fiind cel de Dimitrie Georgescu) (n. 1886, București – d. 1954, București) a fost un legendar actor român de teatru și film. A fost soțul actriței Silvia Dumitrescu-Timică (1902-1999).
A decedat în 1954 și a fost înmormântat în Cimitirul „Sf. Vineri” din București.

## Biografie
S-a născut în anul 1886, în București. A copilărit în Brăila, unde a urmat și cursurile școlii primare. Și-a dorit să devină actor după ce a văzut primele primele piese de teatru: Păunașul codrilor, jucată de trupa Bobescu și Meșterul Manole, jucată de trupa Al. P. Marinescu. Fiind o fire neastâmpărată, părinții decid să-l trimită să facă studii militare, și  ca atare, l-au dat la școala copiilor de trupă, la Mănăstirea Dealului din Târgoviște. De aici, din cauza aceluiași neastâmpăr, a fost mutat la Batalionul 7 Vânători și de aici, din cauza disciplinei severe, și-a cerut transferul la Regimentul 6 Mihai Viteazul, unde a intrat în orchestra de muzică a regimentului, trecând prin toate instrumentele, de la clarinet până la toba mică. Șeful de orchestră, căpitanul Damian, văzând că are aptitudini pentru muzică, l-a sfătuit să urmeze Conservatorul. În 1920 a dat examen la Conservatorul de muzică și artă dramatică cu monologul lui Despot din piesa Despot Vodă. Maestrul Nottara, care făcea parte din echipa examinare, de la primele versuri, l-a oprit și l-a sfătuit să facă numai comedie pentru că drama nu i se potrivea. Însă, pentru că studenții din anul I nu făceau decât fabule, ca: „Vulpea bursucul”, „Boul și vițelul”, etc., s-a plictisit repede șii a fugit de la Conservator, reușind să intre corist în compania de operetă de sub conducerea lui Constantin Grigoriu. Văzându-l îndrăgostit de teatru, Grigoriu i-a oferit rolul unui bătrân de 80 de ani  piesa Vagabonzii. În 1907, Nicolae Niculescu-Buzău a plecat din Compania Grigoriu și a înființat, la Grădina Ambasadori, Compania Artiștilor Asociați, companie condusă de Nicolae Niculescu-Buzău și C. Nottara. În această companie, Timică a jucat la început numai roluri mici, de servitori, până la rolul din piesa Militarii veseli cu care a obținut un real succes. După 8 ani în această companie, s-a angajat la Teatrul Comedia condus de A. de Herz, apoi în compania lui Nae Leonard și a lui Velimir Maximilian. A jucat apoi la Teatrul Mic, la Teatrul Ventura, în compania SCITA (Societatea Cooperativă de Întreprinderi Teatrale și Artistice, din componența căreia făceau parte Teatrul Comedia, Teatrul Vesel, Teatrul Liber și Grădina Marconi) și apoi a fost co-director al Teatrului Modern. În ccea ce privește numele său, într-un interviu acordat lui F.O. Fosian, Timică declara
„Și acum... ca să lămuresc marele public, răspunzând mai multor curioși în privința numelui meu, declar : TIMICĂ nu este numele meu adevărat. E un nume de teatru. Nu mi l'am schimbat eu... ci întâmplarea.
Numele meu adevărat este : Mitică Georgescu. Sub acest nume eram începatorul în teatru, micul angajat în compania lui Niculescu-Buzău.
În București era un restaurant-berărie la „Mitică Georgescu”. Într-o bună zi, Niculescu-Buzău mi-a spus : „Mă ! tu trebue să-ți schimbi numele,  - de ce să te cheme la fel cu.. berarul ăla ??”
Și așa mi-a fost „Naș”, botezându-mă din Mi-ti-că, în Ti-mi-că nume care, după cum se știe mi l'am păstrat și astăzi.”—Gheorghe Timică, interviu
În 1937, revista Ilustrațiunea română menționa câteva dintre superstițiile actorului
„Spiritualul comic G. Timică e un mare superstițios. De când îl știu colegii săi de teatru, iarna ca și vara, apare la repetiții cu o pălărie ancestrală, de paie, pe cap. E veche, murdară, găurită. Timică nu renunță, la ea. Gonește ghinionul !
În buzunarul lui Timică se află oricând o bucată de lemn: ca să o aibă la îndemână, „să bată în lemn” pentru gonirea ghinionului.
Culoarea verde e marele dușman al lui Timică. Înainte, i se făcea rău, când vre-o parteneră purta rochie verde pe scenă. Ca să combată, această superstiție, soția sa, drăgălașa Silvia Dumitrescu, i-a adus de Crăciun, în dar, o „cravată verde”. Cu mare frică, Timică și-a înodat-o la gât. O poartă însă de-o săptămână și până acum nu i s-a întâmplat nimic. (Să batem în lemn !).”

## Distincții
- titlul de Artist Emerit al Republicii Populare Române (28 aprilie 1951)[5]
- Medalia „A cincea aniversare a Republicii Populare Române” (24 decembrie 1952) „pentru lupta și munca duse în vederea făuririi, consolidării și prosperării Republicii Populare Române”[6]
- titlul de Artist al Poporului din Republica Populară Română (23 ianuarie 1953) „pentru merite deosebite, pentru realizări valoroase în artă și pentru activitate merituoasă”[7]
- Ordinul Muncii clasa I (28 aprilie 1954) „pentru merite deosebite în activitatea artistică”[8]

## Piese de teatru
- Take, Ianke și Cadîr (1932)

## Filmografie
- Fistic amorezat (1913)
- Maiorul Mura (1927)
- O noapte de pomină (1939)
- Odessa in fiamme (1942)
- Bulevardul 'Fluieră Vântu'  (1950)